# Sharon Walsh
Sharon Walsh-Arnold (tudi Sharon Walsh-Pete), ameriška tenisačica,* 24. februar 1952, San Francisco, ZDA.
V posamični konkurenci je največji uspeh dosegla leta 1980, ko se je uvrstila v finale turnirja za Odprto prvenstvo Avstralije, kjer jo je v dveh nizih premagala Barbara Jordan. Na turnirjih za Odprto prvenstvo ZDA se je najdlje uvrstila v četrti krog leta 1981, na turnirjih za Odprto prvenstvo Anglije v tretji krog istega leta, na turnirjih za Odprto prvenstvo Francije pa v drugi krog. V konkurenci ženskih dvojic se je leta 1982 uvrstila v finale turnirja za Odprto prvenstvo ZDA skupaj z Barbaro Potter, osemkrat se je še uvrstila v polfinale turnirjev za Grand Slam. V konkurenci mešanih dvojic je najboljši rezultat dosegla leta 1984 z uvrstitvijo v polfinale turnirja za Odprto prvenstvo Anglije.

## Finali Grand Slamov

### Posamično (1)

#### Porazi (1)
| Leto | Turnir                      | Nasprotnica v finalu | Rezultat finala |
| 1980 | Odprto prvenstvo Avstralije | Barbara Jordan       | 3–6, 3–6        |

### Ženske dvojice (1)

#### Porazi (1)
| Leto | Turnir               | Partnerica     | Nasprotnici v finalu        | Rezultat finala |
| 1982 | Odprto prvenstvo ZDA | Barbara Potter | Rosie Casals Wendy Turnbull | 1–6, 4–6        |